# 저항문학
레지스탕스 문학(Resistance literature) 또는 저항문학(抵抗文學)은 지배적인 이념들에 저항하는 사회정치학적 활동인 문학적 산물의 일부이다.
좁은 의미로는 제2차 세계대전 중, 나치 점령하의 프랑스에서 반(反)나치·반정부의 저항운동과 함께 일어난 문학이다. 아라공, 사르트르, 카뮈는 여기서 출발하고 있다. 광의의 레지스탕스 문학으로서는 세계 각국의 반파시즘, 반나치, 반제국주의 문학을 의미하는 것으로 사용되는 일도 있다. 독일·폴란드·체코슬로바키아·중국 등에도 훌륭한 작품이 많다.